# Derradji Harek
Derradji Harek (arab. ‏دراجي حراك‎; ur. 19 grudnia 1959 w Barice) – algierski lekkoatleta, olimpijczyk.

## Kariera
Wystąpił na Letnich Igrzyskach Olimpijskich 1980 w Moskwie, gdzie wystartował w biegach na 800 m i 1500 m. Przeszedł przez eliminacje biegu na 800 m, jednak w fazie półfinałowej osiągnął najsłabszy rezultat wśród 24 półfinalistów (1:51,81). W biegu eliminacyjnym na 1500 m zajął 8. miejsce (3:45,29), odpadając z dalszej części zawodów (uzyskał 25. wynik wśród 40 biegaczy).
Co najmniej trzy razy został mistrzem Algierii. W 1979 roku wygrał na dystansie 800 m i dwukrotnie zwyciężył w biegach przełajowych na krótkim dystansie (1979, 1981).
Rekordy życiowe: bieg na 800 m – 1:48,0 (1980), bieg na 1500 m – 3:42,4 (1980).